# Tilla (Vorname)
Tilla ist ein weiblicher Vorname.

## Bekannte Namensträgerinnen
- Tilla Becker (* 1981), deutsche Basketballspielerin
- Tilla Briem (1908–1980), deutsche Sängerin (Sopran) und Musikprofessorin
- Tilla Durieux (1880–1971), österreichische Schauspielerin und Hörspielsprecherin
- Tilla Hohmann (1898–1991), deutsche Schauspielerin
- Tilla Jährig-Löhr (1870 – unbekannt), deutsche Malerin
- Tilla Kratochwil (* 1974), deutsche Film- und Theaterschauspielerin
- Tilla Theus (* 1943), Schweizer Architektin
- Tilla von Praun (1877–1962), deutsche Sozialreformerin und DVP-Politikerin